# 竹谷隆之
 竹谷 隆之 （たけや たかゆき、1963年（昭和38年）12月10日 - ）は、日本の造形作家。雨宮慶太監督作品の造形美術を担当していることで知られる。

## 人物
北海道出身。漁師の家に生まれ、粘土細工やプラモデル製作で遊ぶという幼少期を過ごす。阿佐ヶ谷美術専門学校に進学し、グラフィックデザインを専攻。クラスメイトには寺田克也などがいた。寺田の絵があまりに上手いため造形の道へ進んだという。専門学校在学中に製作した初のスクラッチビルド作品を西荻窪の模型店に展示したことをきっかけに小林誠と知り合う。小林に師事し、そこで造形仲間の韮沢靖と出会うことになる。専門学校卒業後、小林の誘いを受けモデルアート社に入社。月刊「モデルアート」の編集の仕事に従事。並行して博覧会などの展示映像用立体物の製作などを請け負っていたが、造形の仕事が多忙になり1980年代中盤よりフリーランスとなる。寺田の紹介により雨宮慶太の映画『未来忍者』に参加。以後、雨宮作品の多くで造形美術を担当する。
2023年（令和5年）、文化庁長官表彰。
高いレベルの造形力と、氏独自の解釈で描かれるデザイン力が評価されている。特に有機的なメカニック・デザインやクリーチャー作品を得意とする。1994年から模型誌『S.M.H.』でオリジナル作品『漁師の角度』を連載し、1999年に刊行したオリジナル作品集『竹谷隆之作品集 漁師の角度』のほか、仮面ライダーシリーズ、ファイナルファンタジーシリーズのフィギュア原型を担当。『牙狼<GARO>』など特撮作品・映画の原型製作・特殊造形・玩具デザインにも参加している。
海外にも熱狂的なファンを持ち、膨大なおもちゃのコレクターであるNIKEの社長Mark Parker自らが竹谷の原型を買いに来たこともある。

## 作風・エピソード
- 無類の「骨」好きであり、動物など実物の骨から複製したパーツを使い造形することもある。また、人形フィギュアを制作する際も、サイズの同じ骨を制作し、そこに肉付けしていくという手間のかかる造形工程を行っていたこともあった（例：コトブキヤ製「Elric」などが該当）。
- シンメトリーが苦手ということもあり、左右非対称なデザインを好む傾向にある。既存作品の中には、一見すると左右対称に見えるが実際は左右非対称の物も多い。
- 海洋堂原型の食玩チョコエッグのコレクターで、その縁で海洋堂から妖怪の食玩フィギュアの原型を依頼された。
- 知人に、専門学校では、雨宮慶太（3学年上）、桂正和（1学年上）、寺田克也（同級生）、専門学校以外では小林誠、韮沢靖、野村哲也がいる。特に野村とはその後ファイナルファンタジーシリーズのフィギュア原型の製作を担当したり、スクウェア・エニックス直営のグッズ販売店「スクウェア・エニックス ショウケース」にあるセフィロスの等身大フィギュアを監修し製作した。
- S.I.C.シリーズで平成仮面ライダーシリーズをあまり行わない理由として、本人が「朝起きるのがつらい」とコメントしている[要出典]。そのため、竹谷が原型制作を行っている平成仮面ライダーシリーズは仮面ライダークウガの各フォームと『仮面ライダー THE FIRST』の1号とサイクロン号のみである。S.I.C.匠魂は全シリーズ監修している。
- 雨宮慶太の監督作品では、初期は造形担当として現場でプロップの管理やメンテナンスを行っていたが、『牙狼<GARO>』で年齢を理由に現場を離れデザイン画の執筆やプロップの原型製作などへ移行した[7]。また、映画『タオの月』に参加した際には新婚早々に栃木県山中の撮影現場に行ったため離婚の危機を迎えたことも現場を離れた理由に挙げている[7]。
- 『シン・ゴジラ』（2016年）でゴジラの原型に起用された理由について、竹谷がゴジラへ特にこだわりがなかったことが総監督の庵野秀明にとって都合が良かったのだろうと述べている[1][3]。

## 作品

### ガレージキット
- PUMPKIN HEAD - THE METAMORPHOSIS（ジオメトリック製）
- 未来忍者 白怒火（マックスファクトリー製）
- 未来忍者II（マックスファクトリー製）
- DevilMan（マックスファクトリー製）
- 髑髏戦士 SkullSoldier（M1号製）
- ゴジラ骨格（M1号製）[1]
- IRIA（ファルシオン製）
- Limited Edition IRIA（ファルシオン製）
- IRIA II FINAL VERSION（ファルシオン製）
- ZEIRAM（海洋堂）
- FINAL FANTASY VIII GUARDIAN FORCE ODIN（コトブキヤ製）
- FINAL FANTASY VIII - GUARDIAN FORCE DIABOLUS（コトブキヤ製）
- 変身忍者 嵐（コトブキヤ製）
- 黒衣の騎士 Night Mare（コトブキヤ製）
- Elric（コトブキヤ製）
- ALBINONE（コトブキヤ製）
- GUIN（コトブキヤ製）
- CAMBRIA（コトブキヤ製）
- aura battler DUNBINE（コトブキヤ製）
- aura battler ZWARTH（コトブキヤ製）
- aura battler WRYNECK（コトブキヤ製）
- aura battler VIERRES（コトブキヤ製）
- 風神（Studio M製）
- REGENERATION DEVILMAN（フューチャーモデルズ製）
- ZEIRAM PROP SET（フューチャーモデルズ製）
- ZEIRAM2（フューチャーモデルズ製）
- VAMPU 骨人（フューチャーモデルズ製）
- BEE WOMAN VS MASKED RIDER（フューチャーモデルズ製）
- HOPPER & PUSHER HOPPER（フューチャーモデルズ製）
- A METAMORPHOSIS ADDICT HOPPER（フューチャーモデルズ製）
- DISASTER OF THE PUSHER HOPPER（フューチャーモデルズ製）
- HOPPER & DISASTER OF THE PUSHER HOPPER（フューチャーモデルズ製）
- O.I.P.（フューチャーモデルズ製）
- SITTING HELL（フューチャーモデルズ製）
- AJARI(フューチャーモデルズ製)
- NINA DOLONO & STEEVE OIL RAIN（フューチャーモデルズ製）
- SNAKE WOMAN 鉄僧（フューチャーモデルズ製）
- 黒木（フューチャーモデルズ製）
- キバクロウ（フューチャーモデルズ製）
- EROSIVE GUYVER（フューチャーモデルズ製）
- HAKAIDER（フューチャーモデルズ製）
- HAKAIDER BUST-UP MODEL（フューチャーモデルズ製）
- ALIEN PILE（フューチャーモデルズ製）
- WARRIOR ALIEN（フューチャーモデルズ製）
- ALIAN（フューチャーモデルズ製）
- ALIEN BUST（フューチャーモデルズ製）
- PREDATOR（フューチャーモデルズ製）
- PREDATOR BUST（フューチャーモデルズ製）

### リボルテックタケヤ
- 多聞天
- 広目天
- 阿修羅
- 増長天
- 持国天
- 鬼太郎
- 目玉おやじ
- ねずみ男
- 風神
- 雷神

### 玩具
- S.I.C.シリーズ
  - VOL.1キカイダー
  - VOL.4ハカイダー
  - VOL.6イナズマン 
  - VOL.7仮面ライダー
  - VOL.8仮面ライダー2号
  - VOL.11サイドマシーン&キカイダー
  - VOL.12ハカイダー&バイク
  - VOL.13仮面ライダークウガ（ライジングマイティ、グローイング、アルティメット）
  - VOL.14仮面ライダー&サイクロン
  - VOL.16仮面ライダーBLACK RX&仮面ライダーBLACK
  - VOL.17シャドームーン&仮面ライダー BLACK（グリーンバージョン）
  - VOL.18仮面ライダーV3&ライダーマン
  - VOL.21仮面ライダーアマゾン&ジャングラー
  - VOL.22仮面ライダークウガマイティフォーム（マイティ、ドラゴン、ペガサス、タイタン）
  - VOL.26仮面ライダーZO&ドラス
  - VOL.31アクマイザー3
  - VOL.38キカイダー01&ダブルマシーン
  - VOL.41仮面ライダーX&アポロガイスト（再生アポロガイスト）
  - VOL.46仮面ライダー1号&サイクロン仮面ライダー THE FIRST
- S.I.C.LIMITED 
  - アナザーシャドームーン（ブラック グリーンバージョン）
  - ドラスレッドバージョン
  - 仮面ライダークウガライジングフォームスペシャル
- S.I.C.匠魂
- S.I.C. 魂コレクターズ
- MOVIE REALIZATION 
  - スチームボーイ
  - デビルマン （研修）
  - 幻魔大戦ベガ
  - バットマン&バットポッド

- L.O.B VOL.1 聖戦士ダンバイン（バンダイ製）
- FINAL FANTASY CREATURES（スクウェア・エニックス製）
- デビルマン アートコレクション（ハピネットロビン製）
- 百鬼夜行妖怪コレクション（海洋堂、フルタ製菓製）
- 妖怪根付（海洋堂、フルタ製菓製）
- イデオン（threezeroX）

### 参加作品

#### 特撮
- 未来忍者 慶雲機忍外伝（1988年） - 特殊造形
- ゼイラム（1991年） - 特殊造形[4]
  - ゼイラム2（1994年） - 特殊造形
- 仮面ライダーシリーズ
  - 真・仮面ライダー 序章（1992年） - バッタクリーチャー製作
  - 仮面ライダーZO（1993年） - クリーチャースーパーバイザー
  - 仮面ライダーJ（1994年） - クリーチャースーパーバイザー[4]
  - 仮面ライダードライブ（2014年） - クリーチャーデザイン[4]
  - 仮面ライダー×仮面ライダー ドライブ&鎧武 MOVIE大戦フルスロットル（2014年） - クリーチャーデザイン
  - 劇場版 仮面ライダードライブ サプライズ・フューチャー（2015年） - クリーチャーデザイン[注釈 1]
  - 仮面ライダー×仮面ライダー ゴースト&ドライブ 超MOVIE大戦ジェネシス（2015年） - クリーチャーデザイン[注釈 2]
  - 仮面ライダー1号（2016年） - クリーチャーデザイン[注釈 2]
  - ドライブサーガ 仮面ライダーチェイサー（2016年） - クリーチャーデザイン
  - ドライブサーガ 仮面ライダーマッハ/仮面ライダーハート（2016年） - クリーチャーデザイン
  - 仮面ライダーギーツ（2022年） - クリーチャーデザイン
  - シン・仮面ライダー（2023年） - チョウオーグ雛形制作
- 人造人間ハカイダー（1995年） - 造型コーデイネート
- タオの月（1997年） - 特殊造形
- 鉄甲機ミカヅキ（2000年） - ミカヅキ雛形製作
- 牙狼〈GARO〉（2005年） - 特殊造型監修[4]
  - 牙狼〈GARO〉スペシャル 白夜の魔獣（2006年） - 特殊造形監修
- 巨神兵 東京に現わる（2011年） - 巨神兵造型<雛形造型>[出典 5]
- スーパーヒーロー大戦GP 仮面ライダー3号（2015年） - クリーチャーデザイン
- 手裏剣戦隊ニンニンジャーVS仮面ライダードライブ 春休み合体1時間スペシャル（2015年） - クリーチャーデザイン[注釈 3]
- 進撃の巨人 ATTACK ON TITAN（2015年） - デザインワークス[4]
  - 進撃の巨人 ATTACK ON TITAN エンド オブ ザ ワールド（2015年） - デザインワークス
- シン・ゴジラ（2016年） - ゴジラキャラクターデザイン[出典 6]・造形[5]。
- BRAVE STORM ブレイブストーム（2017年） - クリーチャーデザイン
- 仮面ライダー×スーパー戦隊 超スーパーヒーロー大戦（2017年） - クリーチャーデザイン
- シン・ウルトラマン（2022年） - デザイン

#### アニメ
- ドラゴンズヘブン（1988年） - ミニチュアエフェクトアシスタント　チーフ（忍者）
- ジーンシャフト（2001年） - メインメカデザイン担当
- ヒートガイジェイ（2002年、2003年） - メインメカデザイン担当
- ダイバージェンス・イヴシリーズ（2003年 - 2004年） - クリーチャーデザイン担当
- ギルガメッシュ（2003年 - 2004年） - クリーチャー・メカニックデザイン担当
- ファイナルファンタジーVII アドベントチルドレン（2005年） - メカ&クリーチャーデザイン担当、限定BOX付属のフェンリル造形
- ノエイン もうひとりの君へ（2005年 - 2006年） - オブジェデザイン担当
- 鉄拳 ブラッド・ベンジェンス（2011年） - デビル仁&デビル一八デザイン担当

#### ゲーム
- 鬼武者（2001年） - モンスター造型担当
- 鉄拳タッグトーナメント2（2011年） - 吉光デザイン担当
- ストレンジャー オブ パラダイス ファイナルファンタジー オリジン（2022年） - クリーチャーデザイン担当

### 書籍
- 『竹谷隆之作品集　漁師の角度』（ホビージャパン、1999年、ISBN 978-4894252141）
- 『漁師の角度　完全増補改訂版』（講談社、2013年、ISBN 978-4063649178）
- 『竹谷隆之 精密デザイン画集　造形のためのデザインとアレンジ』（グラフィック社、2014年、ISBN 978-4766126167）
- 『竹谷隆之 リボタケ本』（二見書房、2014年、ISBN 978-4576140865）※山口隆との共著
- 『ROIDMUDE 竹谷隆之 仮面ライダードライブ デザインワークス』（ホビージャパン、2016年、ISBN 978-4798611778）
- 『竹谷隆之　畏怖の造形』（玄光社、2020年、ISBN 978-4768313121）
- 『腐海創造　写真で見る造形プロセス』（徳間書店、2023年、ISBN 978-4198654610）

### モニュメント・屋外彫像
- 鬼北町モニュメント（デザイン担当。BOME原型、海洋堂製作）
  - 鬼王丸像 - 道の駅広見森の三角ぼうし
  - 柚鬼媛像 - 道の駅日吉夢産地